# Galium caspicum
Galium caspicum là một loài thực vật có hoa trong họ Thiến thảo. Loài này được Steven mô tả khoa học đầu tiên năm 1829.